# إهانة موظف عمومي
إهانة موظّف عمومي هي تهمة قضائية مرتبط بـ «اقتراف فعل عنيف (جسدي أو لفظي) ضدّ شخص يؤدّي خدمة عامّة».